# Список умерших в 1324 году

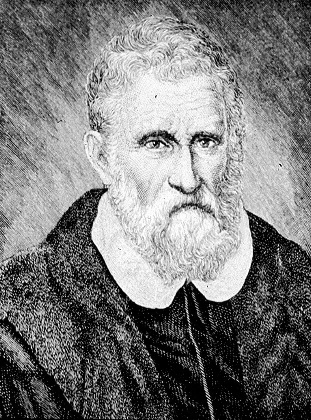
Марко Поло

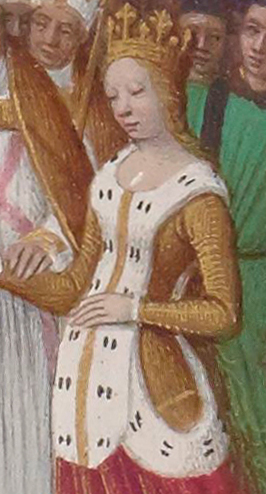
Мария Люксембургская

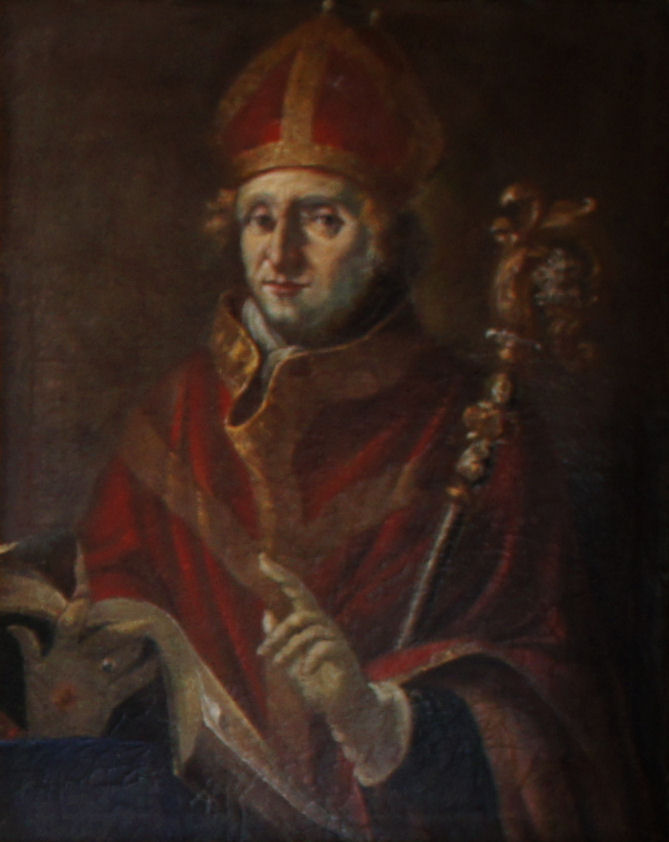
Йоханн фон Шлакенверт

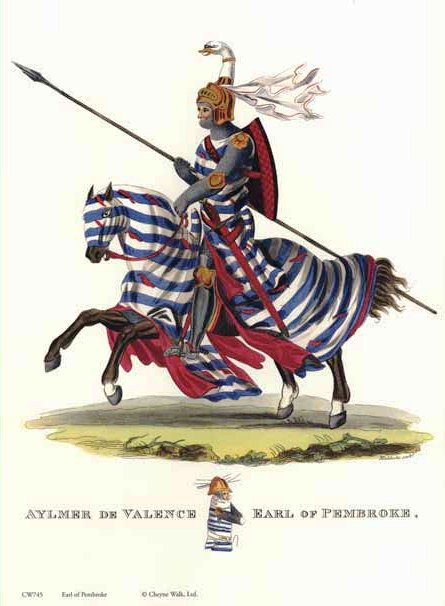
Эмар де Валенс, 2-й граф Пембрук

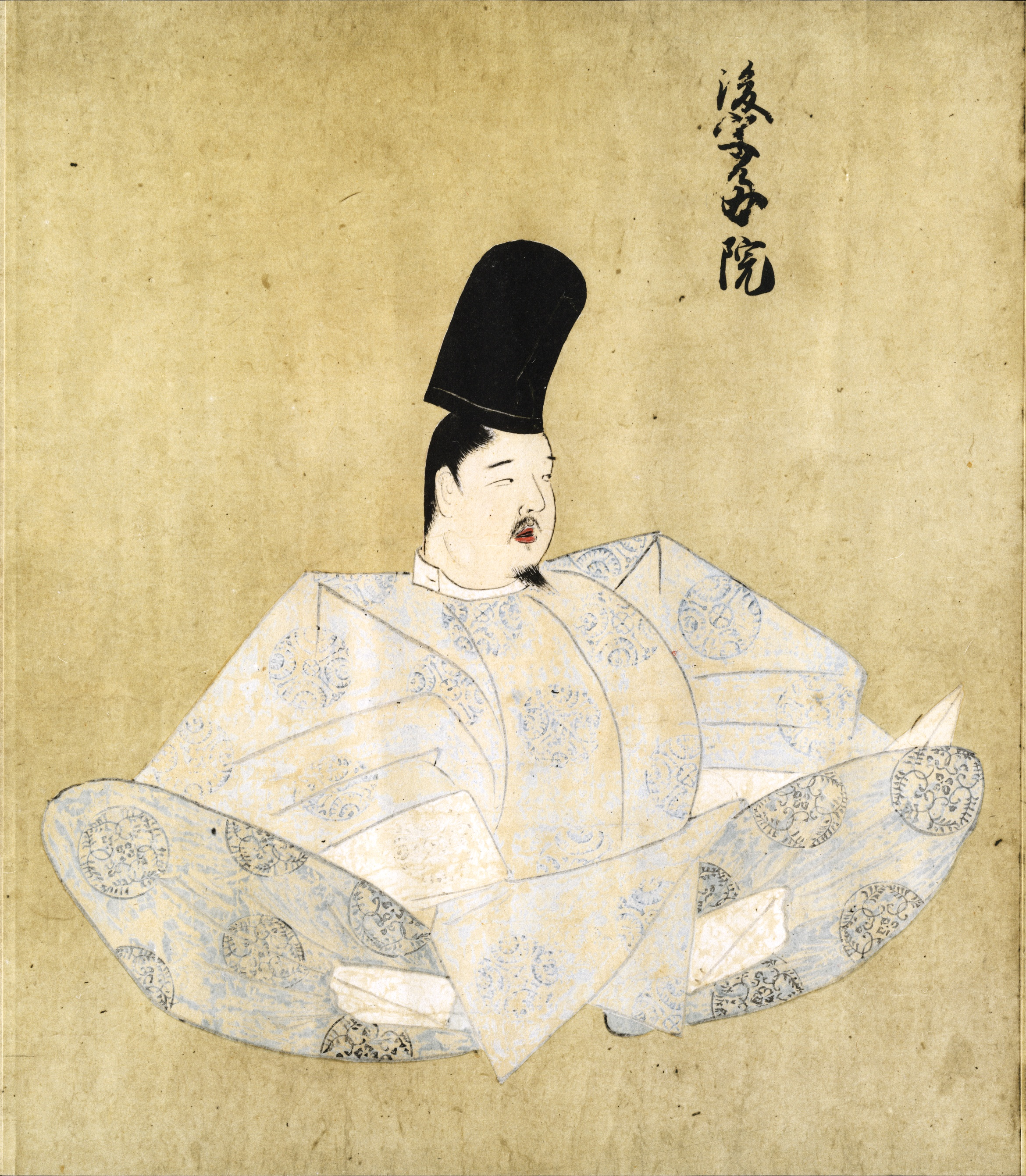
Император Го-Уда

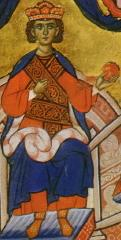
Генрих II де Лузиньян

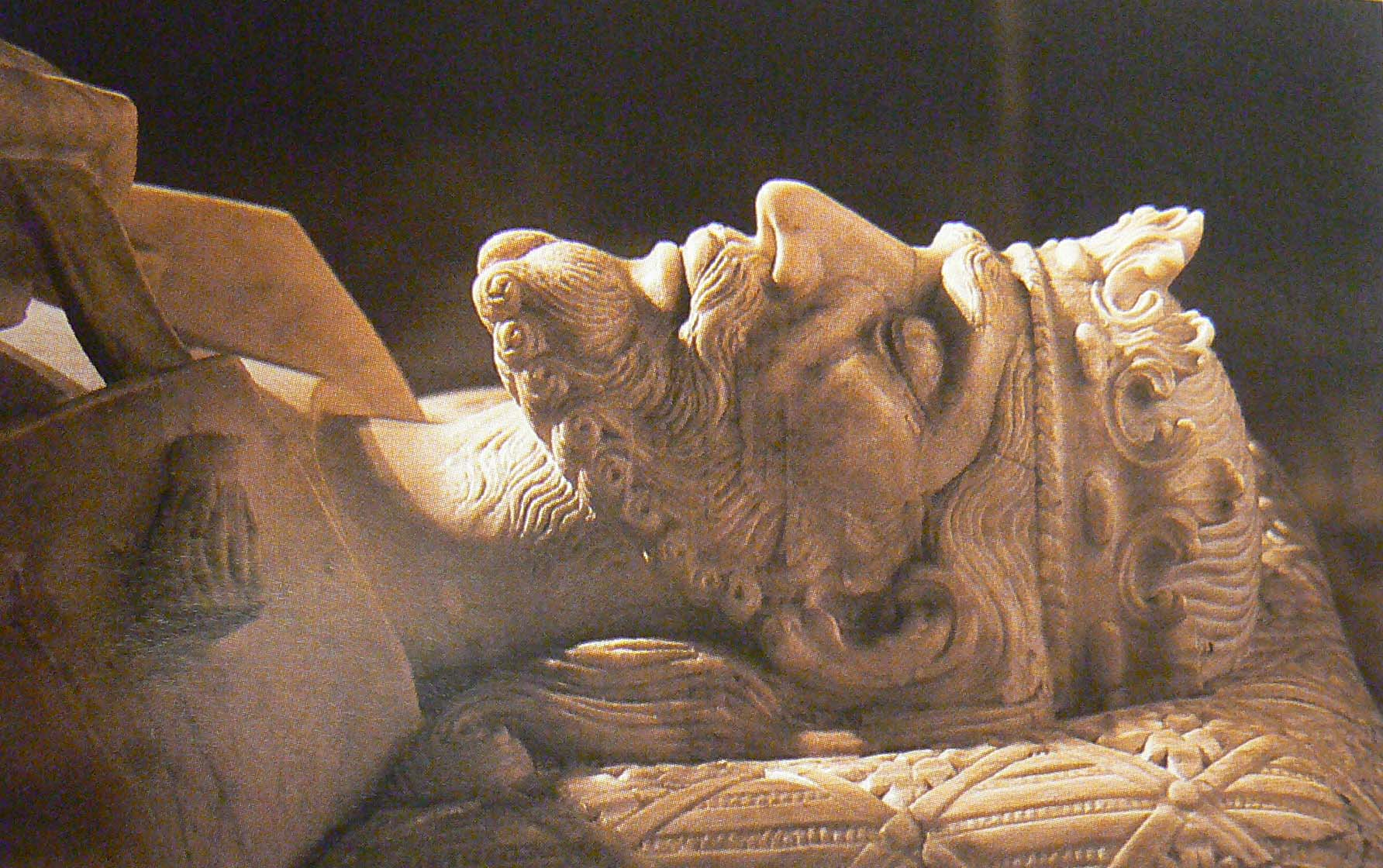
Санчо I Тихий

В этой статье представлен список известных людей, умерших в 1324 году.
См. также: Категория:Умершие в 1324 году

## Январь
- 8 января — Марко Поло (69) — итальянский купец и путешественник, представивший историю своего путешествия по Азии в знаменитой «Книге о разнообразии мира».
- 15 января — Анжело да Гуальдо Тадино[итал.] — святой римско-католической церкви.
- 19 января — Роберт III (IV) — граф Клермона и дофин Оверни (1282—1324)
- 23 января — Фульк ле Стрейндж — первый барон Стрейндж из Блэкмера (1309—1324).

## Февраль
- 8 февраля — Марквард I фон Хагельн[нем.] — епископ Айхштета (1322—1324)
- 11 февраля — Карл фон Трир — Великий магистр Тевтонского ордена (1311—1324)
- 26 февраля — Дино Компаньи — итальянский политический деятель и писатель-историк.

## Март
- 3 марта — Робер де Куртенэ-Шампиньель[фр.] — архиепископ Реймса (1299—1324), короновавший Людовика X Сварливого, Филиппа V Длинного и Карла IV Красивого
- 26 марта — Мария Люксембургская — дочь императора Священной Римской империи Генриха VII, королева-консорт Франции (1322—1324), жена Карла IV Красивого

## Апрель
- 26 апреля — Йоханн фон Шлакенверт[нем.] — епископ Боессаноне (1306—1322), архиепископ Бамберга (1322—1323), архиепископ Фрайзинга (1323—1324)

## Май
- 14 мая — Готфрид фон Вальдек[нем.] — епископ Миндена (1304—1324)

## Июнь
- 2 июня — Изабелла Ибелин — королева-консорт Кипра (1267—1284) и королева-консорт Иерусалима (1269—1284), жена Гуго III де Лузиньяна.
- 23 июня — Эмар де Валенс — 2-й граф Пембрук (1307—1324).

## Июль
- 16 июля — Император Го-Уда (56) — Император Японии (1274—1287).

## Август
- 16 августа или 17 августа — Ирина Брауншвейгская — императрица-консорт Византийской империи (1321—1324), первая жена Андроника III Палеолога
- 31 августа — Генрих II де Лузиньян — король Иерусалима (после 1291 года титулярный) и Король Кипра (1285—1324)

## Сентябрь
- 4 сентября — Санчо I Тихий — король Мальорки, граф Руссильона, граф Сердани (1311—1324).
- 24 сентября — Жан II де Жуаньи, граф Жуаньи.

## Ноябрь
- 1 ноября — Джон де Халтон[англ.] — епископ Карлайла (1292—1324)
- 3 ноября — Петронилла де Мит — служанка ирландской дорянки Алисы Кителер; сожжена заживо на костре по обвинениюв колдовстве. Первое сожжение за ересь в Ирландии.
- 11 ноября — Генрих VII[нем.] — граф Шварцбург-Бланкенбург (1289—1324), убит
- 22 ноября — Якопо I де Каррара — Сеньор Падуи (1318—1324), основатель династии Каррарези
- 25 ноября:
  - Джон де Ботетур — первый барон Ботетур, английский военачальник и адмирал;
  - Иоганн фон Тучем[нем.] — епископ Бранденбурга (1316—1324).

## Дата неизвестна или требует уточнения
- Андраш Кёсеги, венгерский магнат, ишпан комитатов Ваш (1314—1317, 1321—1324), Зала (1314—1317), Шопрон (1314—1317), Мошон (1314—1317) и Дьёр (1314—1317).
- Арманд де Вернон[фр.] — епископ Нима (1324)
- Бонтуро Дати[англ.] — лидер либералов в Лукке.
- Ведего фон Ведель, рыцарь, поморский придворный гофмаршал и военачальник, войт-бейливик и судебный пристав Ноймарка.
- Гильом Мешен[фр.] — епископ Труа (1317—1324)
- Гуццеллоне VII де Камино — сеньор (генеральный капитан) Тревизо
- Дюндар Фалак ад-дин — основатель бейлика Хамидидов (1301—1324)
- Жан II де Барр — маршал Франции (1318—1324?)
- Ибн Кабар[англ.] — коптский христианский писатель.
- Иоганн II[нем.] — граф Спонхейм-Старкенбург (1289—1324)
- Катал мак Домнайл О Конхобайр[англ.] — король Коннахта (1318—1324)
- Коное Иехира[англ.] — японский государственный деятель, Кампаку (1313—1315)
- Конрад IV[нем.] — епископ Каммина (1317—1324).
- Осман I, первый правитель Османского бейлика в Малой Азии (1299—1324).
- Оттон II — граф Гойа (1313—1324).
- Роберт де Скейлз — 2-й барон Скейлз (1304—1224).
- Уильям Лиат де Бург — англо-ирландский магнат, активный участник борьбы против Эдуарда Брюса (1315—1316)
- Уильям Мартин — первый барон Мартин (1295—1324).
- Джон де Феррес, английский аристократ, 2-й барон Феррерс из Чартли (с 1312).
- Элеонора Савойская — дочь графа Савойи Амадея V, мужья — Гильом I де Шалон, граф Осера (1292), Дрё IV де Мелло (1305), Жан I граф Форе (1311);